# Bryoptera viridirufa
Bryoptera viridirufa är en fjärilsart som beskrevs av W. Warren 1904. Bryoptera viridirufa ingår i släktet Bryoptera och familjen mätare. Inga underarter finns listade i Catalogue of Life.